# Marek Belka
Marek Marian Belka (Łódź, 1 de gener de 1952) va ser el primer ministre de Polònia des de 2 de maig de 2004 fins al 31 d'octubre de 2005. Durant el seu mandat es va dur a terme la retirada de tropes en l'Iraq.
Marek Belka és Membre de la Fundació Internacional Raoul Wallenberg.